# Ђоровић
Ђоровић је српско презиме. Значајни људи са овим презименом су:
- Горан Ђоровић (рођен 1971), српски фудбалски менаџер и бивши играч